# Abborrtjärnen (Gunnilbo socken, Västmanland, 663446-150529)
Abborrtjärnen är en sjö i Skinnskattebergs kommun i Västmanland och ingår i Norrströms huvudavrinningsområde.